# (28220) York
(28220) York est un astéroïde de la ceinture principale.

## Description
(28220) York est un astéroïde de la ceinture principale. Il fut découvert le 28 décembre 1998 à l'Observatoire Kleť par Jana Tichá et Miloš Tichý. Il présente une orbite caractérisée par un demi-grand axe de 2,52 UA, une excentricité de 0,07 et une inclinaison de 1,3° par rapport à l'écliptique.

## Compléments